# 2010-es tádzsikisztáni parlamenti választás

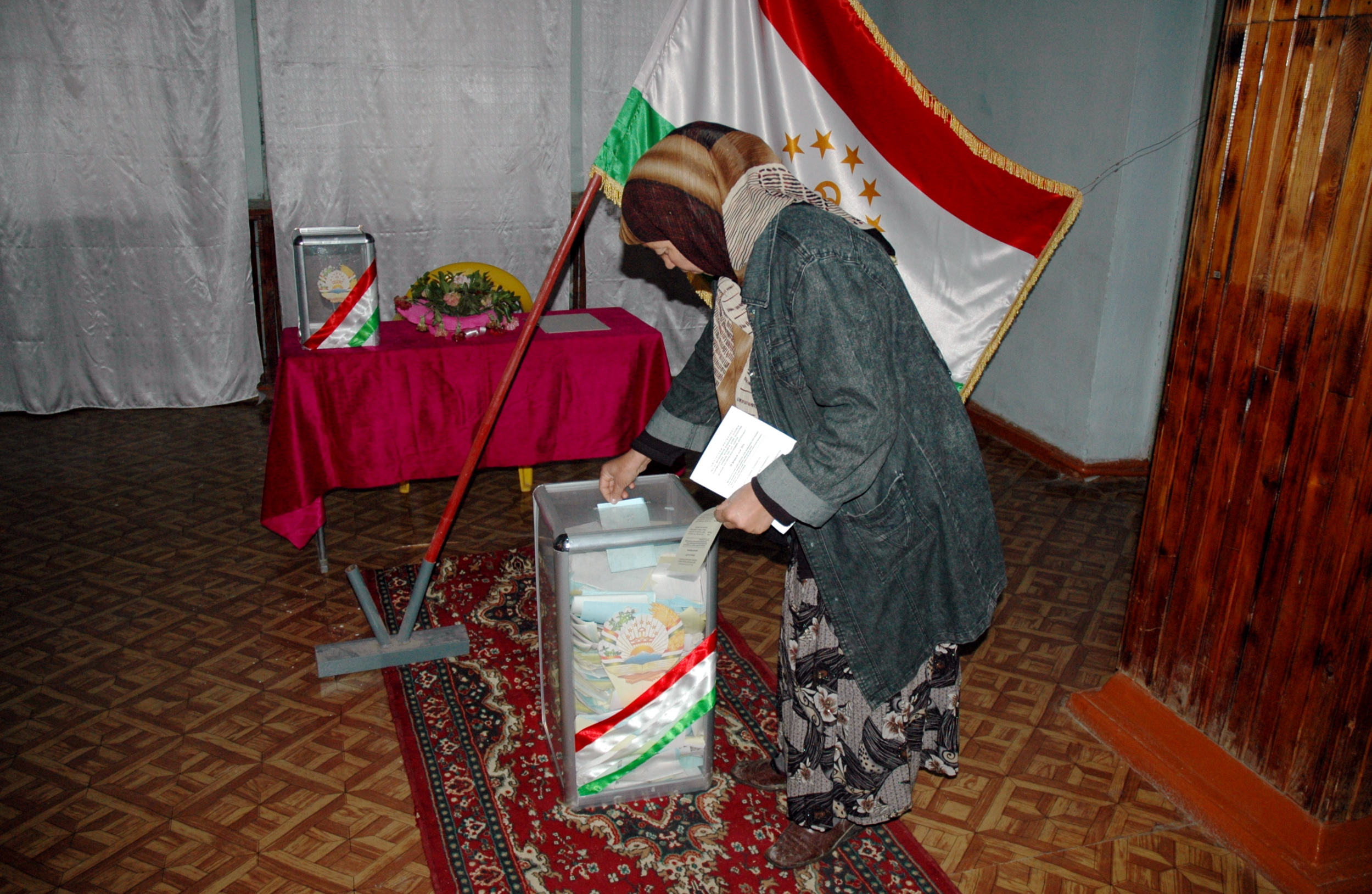
Szavazó a 2010-es parlamenti választáson Kurgonteppában

A 2010. február 28-án megtartott tádzsikisztáni parlamenti választáson Tádzsikisztán Legfelsőbb Tanácsa (Madzsliszi Oli) alsóházának, a Képviselőháznak (Madzsliszi namojandagon) a képviselőit választották meg a szavazásra jogosult tádzsik állampolgárok.

## Választási rendszer
A Legfelsőbb Tanács 63 fős Képviselőházába 41 főt egyszerű többség alapján egyéni egyéni választókerületből, 22 főt pártlistáról, arányos rendszer szerint választanak. A pártlistán 5% a bejutási küszöb. A képviselőket ötéves időtartamra választják meg. A szavazásnál inverz eljárást alkalmaznak, a szavazólapon a nem támogatott pártokat vagy jelölteket kell kihúzni, érvényes szavazat esetén csak egy jelöletlen párt, vagy személy maradhat a szavazólapon.
A választáson nyolc politikai párt, valamint egyéni választókerületből szintén valamely párt támogatásával indult 217 jelölt közül választhatott a 3,5 millió szavazásra jogosult tádzsik állampolgár.

## Eredmények
A 2010. február 28-án 85,2%-os részvételi arány mellett megtartott választáson az előzetes eredmények alapján az erős hatalmi monopóliummal rendelkező Tádzsik Népi Demokratikus Párt szerezte meg a képviselői helyek többségét. A nyolc induló pártból csak öt szerzett mandátumot.  A parlamentbe került össze párt – különböző mértékben – Emomali Rahmon elnök támogatójának számít. A pártlistákra leadott szavazatok 71,69%-át a Tádzsik Népi demokratikus Párt kapta.
A parlament alsóházába jutott pártok és mandátumaik száma:
- Tádzsik Népi Demokratikus Párt – 54 hely
- Tádzsik Agrárpárt – 2 hely
- Tádzsik Kommunista Párt – 2 hely
- Tádzsik Gazdasági Reformok Pártja – 2 hely
- Tádzsik Iszlám Újjászületés Pártja – 2 hely

Az eredmények nem véglegesen, egy választókerületben meg kell ismételni a szavazást.
A választáson indult, de nem jutott mandátumhoz a Tádzsik Szocialista Párt, a Tádzsik Demokrata Párt, valamint a legellenzékibbnek számító Tádzsik Szociáldemokrata Párt.

## Választás értékelése
A parlamenti választást az EBESZ az előzetes értékelése szerint a választás nem felelt meg a demokratikus követelményeknek, számos szabálytalansággal, nem teljesen tálátható módon tartották meg azt meg.